# Pohnpei

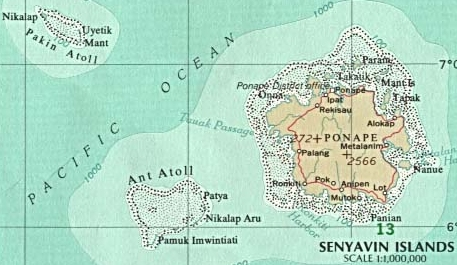
Mapa de l'estat de Pohnpei

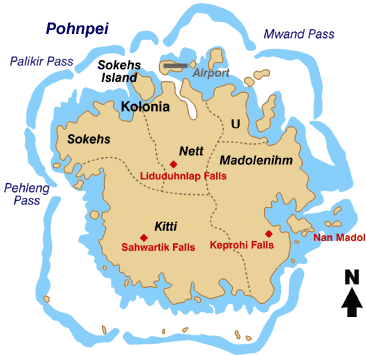
Divisions administratives de l'illa principal

Pohnpei (fins a 1990 Ponape, anteriorment Bonabí) és un dels quatre estats que constituïxen els Estats Federats de Micronèsia.
Rep el nom de la seva illa principal, una de les Illes Senyavin. S'hi troba la capital federal, Palikir. El territori de l'estat de Pohnpei té una superfície de 372 km², estant constituït per una illa principal (Pohnpei) i 161 petites illes i atols. La seva altitud màxima —791 m— es troba en un pic romanent d'un volcà. A l'extrem sud-oriental d'aquesta illa s'hi troba el famós jaciment arqueològic de Nan Madol, amb una vintena d'illots artificials i muralles bastides amb pesants columnes de basalt. La interpretació del jaciment és dificultosa; ha suscitat nombroses hipòtesis sobre el seu origen i datació, i ha servit a alguns autors fantasiosos per a afirmar que la humanitat té el seu origen en visitants extraterrestres.

## Divisions administratives
Municipis:
- Kapingamarangi (atol situat al SO)
- Kitti (sector SO de l'illa principal;— inclou l'atol Ant/Ahnd)
- Kolonia (sector N de l'illa principal)
- Madolenihmw (sector E de l'illa principal)
- Mokil (atol situat a l'est del grup)
- Nett (sector central-nord de l'illa principal; abans incluïa la capital Kolonia)
- Ngatik (atol situat al sud-oest del grup)
- Nukuoro (atol llunyà situat al sud-oest del grup)
- Oroluk (atol situat a l'oest del grup, inclou l'escull Minto)
- Pingelap (atol llunyà situat a l'est del grup)
- Sokehs (sector NO de l'illa principal;— inclou l'atol Pakin)
- U (sector NE de l'illa principal)
- Sapwalap (sector oest de l'illa principal Nan Madol)